# فالنتين باستل
فالنتين باستل مواليد 09 يونيو 1984، هو لاعب كرة سلة تركي بدأ مسيرته الاحترافية في سنة 2002 يلعب مع فريق كونياسبور في الدوري التركي لكرة السلة ويحمل الرقم 17. يبلغ طوله 6 قدم 9 بوصة (2.1 م).

## فرق لعب لها
- غلطة سراي لكرة السلة
- توركو كونياسبور

## روابط خارجية
- فالنتين باستل على موقع الاتحاد الدولي لكرة السلة (الإنجليزية)
- فالنتين باستل على موقع كرة السلة الأوروبية.كوم (الإنجليزية)
- فالنتين باستل على موقع ريلجم (الإنجليزية)
- فالنتين باستل على موقع بروبوليرز (الإنجليزية)